# Агню, Спиро
Спи́ро Теодо́р А́гню (англ. Spiro Theodore Agnew; 9 ноября 1918, Балтимор, Мэриленд — 17 сентября 1996, Берлин, Мэриленд) — американский политический и государственный деятель; 39-й вице-президент США от Республиканской партии с 1969 по 1973 год.
По отцу был греком. Пользовался поддержкой у православной греческой общины. Был членом Американо-греческого прогрессивного просветительского союза. В молодости перешёл из Демократической в Республиканскую партию. С января 1967 по январь 1969 года — губернатор Мэриленда. Избирался вице-президентом вместе с Никсоном на два срока в 1968 и 1972 годах, на выборах 1976 года планировал баллотироваться в президенты. Выступал против движений за права афроамериканцев и противников войны во Вьетнаме. В июне 1973 года были преданы гласности некоторые его финансовые злоупотребления (уклонение от налогов, взятки) и началось судебное преследование. 10 октября 1973 года Агню отказался оспаривать приговор, что было истолковано прессой как признание им за собой вины по крайней мере по одному пункту обвинений (отказался объяснять происхождение суммы денег, полученной в 1967 году), в свете чего он был вынужден уйти в отставку с поста вице-президента.

## Ранние годы

### Происхождение
Отец Спиро Агню, Теофрастос Анагностопулос (греч. Θεόφραστος Αναγνωστόπουλος), родился примерно в 1877 году в греческом городе Гаргальяни. Семья, возможно, занималась выращиванием оливок и обнищала во время кризиса в отрасли в 1890-х годах. Анагностопулос эмигрировал в США в 1897 году (по некоторым данным, в 1902 году) и поселился в Скенектади, штат Нью-Йорк, где сменил имя на Теодор Агню (англ. Theodore Agnew) и открыл закусочную. Страстный самоучка, Агню всю жизнь интересовался философией; один из членов семьи вспоминал, что «если бы он не читал что-то, чтобы улучшить свой ум, он бы не читал». Примерно в 1908 году он переехал в Балтимор, где купил ресторан. Здесь он познакомился с Уильямом Поллардом, который был федеральным инспектором по мясу в городе. Они подружились; Поллард и его жена Маргарет были постоянными клиентами ресторана.
Маргарет Поллард (англ. Margaret Pollard), урождённая Маргарет Мэриан Эйкерс (англ. Margaret Marian Akers), родилась в Бристоле, штат Вирджиния, в 1883 году и была самой младшей в семье из 10 детей. В молодости она переехала в Вашингтон, округ Колумбия, и нашла работу в различных правительственных учреждениях, прежде чем выйти замуж за Полларда и переехать в Балтимор. У Поллардов был один сын, Рой, которому было 10 лет, когда Поллард умер. После смерти Полларда в апреле 1917 года Агню начал ухаживать за Маргарет Поллард, что привело к их браку 12 декабря 1917 года. Спиро Агню родился 11 месяцев спустя, 9 ноября 1918 года. После рождения Спиро в следующем году новая семья поселилась в небольшой квартире на 226 Уэст-Мэдисон-стрит, недалеко от центра Балтимора.

### Детство, образование, начало карьеры и брак

Филиал The Enoch Pratt Free Library в районе Форест-Парк в Балтиморе

В соответствии с пожеланиями своей матери, младенец Спиро был крещен в Епископальной, а не в Православной церкви, к которой принадлежал его отец. Тем не менее Агню-старший был доминирующей фигурой в семье и оказывал сильное влияние на своего сына. Когда в 1969 году, после инаугурации вице-президента, греческая община Балтимора выделила стипендию от имени Теодора Агню, Спиро Агню сказал собравшимся: «Я с гордостью могу сказать, что вырос в свете моего отца. Мои убеждения принадлежат ему».
В начале 1920-х годов семейство Агню процветало. Теодор приобрёл более крупный ресторан «Piccadilly» и перевёз семью в дом в северо-западной части Форест-парка, где Спиро учился в средней школе Гаррисона, а затем в средней школе Форест-Парка. Этот период изобилия закончился крахом 1929 года, и ресторан закрылся. В 1931 году сбережения семьи были уничтожены, когда местный банк обанкротился, вынудив их продать дом и переехать в небольшую квартиру. Позже Агню вспоминал, как его отец реагировал на эти несчастья: «Он просто пожал плечами и без жалоб принялся за работу руками.». Теодор Агню продавал фрукты и овощи из придорожного ларька, в то время как молодой Спиро пополнял семейный бюджет, подрабатывая доставкой продуктов и распространяем листовок. По мере того как Спиро рос, на него все больше влияли его сверстники, и он начал дистанцироваться от своего греческого происхождения. Он отказался от предложения отца оплатить уроки греческого языка и предпочёл, чтобы его звали Тед.
В феврале 1937 года Агню поступил в Университет Джонса Хопкинса в их новом кампусе Хоумвуд в северном Балтиморе по специальности «химия». Через несколько месяцев он обнаружил, что давление академической работы становится всё более напряжённым, в то время как продолжающиеся финансовые проблемы семьи и беспокойство по поводу международной ситуации с надвигающейся войной, отвлекали его от учёбы. В 1939 году он решил, что его будущее лежит в сфере юриспруденции, а не в химии, в связи с чем оставил Университет Джонса Хопкинса и начал вечерние занятия в Школе права Университета Балтимора. Чтобы прокормить себя, он устроился на дневную работу страховым клерком в Мэрилендскую компанию по страхованию несчастных случаев в их здании «Ротонда» на 40-й улице в Роланд-Парке
За три года, проведенные Агню в компании, он поднялся до должности помощника страховщика. В офисе он встретил молодую секретаршу Элинор Джудефинд, известную как «Джуди». Хотя она выросла в той же части города, что и Агню, но раньше они не встречались. Они начали встречаться, обручились и поженились в Балтиморе 27 мая 1942 года. У них было четверо детей: Памела Ли, Джеймс Рэнд, Сьюзен Скотт и Элинор Кимберли.

### Вторая мировая война (1941—1945)
Когда Агню готовился к свадьбе, его призвали в армию США. Вскоре после нападения на Перл-Харбор в декабре 1941 года он начал базовую подготовку в лагере Крофт в Южной Каролине. Там он познакомился с людьми из самых разных слоёв общества: «Я вёл очень замкнутую жизнь — я очень быстро стал незащищённым». В конце концов его отправили в Школу кандидатов в офицеры в Форт—Ноксе, штат Кентукки, и 24 мая 1942 года — за три дня до свадьбы — он был произведен в младшие лейтенанты.
После двухдневного медового месяца Агню вернулся в Форт-Нокс. Он служил там или в соседнем Форт-Кэмпбелле в течение почти двух лет на различных административных должностях, прежде чем был отправлен в Англию в марте 1944 года в рамках подготовки к дню «Д», то есть высадке в Нормандии. Он оставался на дежурстве в Бирмингеме до конца года, когда был направлен в 54-й бронетанковый пехотный батальон во Франции в качестве сменного офицера. После непродолжительной службы в качестве командира стрелкового взвода Агню командовал ротой обслуживания батальона. Батальон вошел в состав 10-го бронетанкового боевого командования «B», которое участвовало в сражении на Арденнах, включая осаду Бастони — всего «тридцать девять дней в дыре от пончика», как выразился один из людей Агню. После этого 54-й батальон с боями пробился в Германию, увидев бои в Мангейме, Гейдельберге и Крайльсхайме, прежде чем достичь Гармиш-Партенкирхена в Баварии по окончании войны. Агню вернулся домой для увольнения в ноябре 1945 года, получив значок боевого пехотинца и Бронзовую звезду.

### Послевоенные годы (1945—1956)
Вернувшись к гражданской жизни, Агню возобновил свое юридическое образование и получил работу клерка в балтиморской фирме «Smith and Barrett». До той поры Агню был в значительной степени аполитичен; номинально он был сторонником Демократической партии, следуя убеждениям своего отца. Старший партнер фирмы Лестер Барретт посоветовал Агню, что, если он хочет сделать карьеру в политике, он должен стать республиканцем. В Балтиморе и его пригородах уже было много амбициозных молодых демократов, в то время как компетентных, представительных республиканцев было меньше. Агню последовал совету Барретта; переехав с женой и детьми в пригород Балтимора Лютервилл в 1947 году, он зарегистрировался как республиканец, хотя и не сразу занялся политикой.
В 1947 году Агню получил степень бакалавра права и сдал экзамен в коллегию адвокатов штата Мэриленд. Он открыл собственную юридическую практику в центре Балтимора, но не добился успеха и устроился на работу страховым следователем. Год спустя он перешел в сеть супермаркетов «Schreiber’s», где его главной ролью была роль детектива магазина. Он оставался там в течение четырех лет, период, ненадолго прерванный в 1951 году отзывом в армию после начала Корейской войны. В 1952 году он уволился из «Schreiber’s» и возобновил свою юридическую практику, специализируясь на трудовом праве.
В 1955 году Лестер Барретт был назначен судьёй в Таусоне, столице округа Балтимор, штат Мэриленд. Агню перенес туда свой офис; в то же время он перевез свою семью из Лютервилля в Лох-Рейвен, также в округе Балтимор. Там он вел типичный пригородный образ жизни, занимая пост президента родительского комитета местной школы, присоединяясь к Kiwanis и участвуя в ряде социальных и общественных мероприятий. Историк Уильям Манчестер подводит итог Агню тех дней: «Его любимым музыкантом был Лоуренс Уэлк. Все его досуговые интересы были средне-культурными: смотреть по телевизору „Балтиморских кольтов“, слушать Мантовани и читать ту прозу, которую любил выдавать „Ридерз дайджест“. Он был любителем порядка и почти непреодолимым конформистом».

## Начало в общественной жизни
Агню сделал свою первую заявку на политическую должность в 1956 году, когда он стремился стать кандидатом от Республиканской партии в совет округа Балтимор. Местные партийные лидеры отвергли его кандидатуру, но, тем не менее, он энергично агитировал за республиканцев. Выборы привели к неожиданному республиканскому большинству в совете, и в знак признания его партийной работы Агню был назначен на один год в Апелляционный совет по районированию округа с зарплатой в размере 3600 долларов в год. Эта квазисудебная должность стала важным дополнением к его юридической практике, и Агню приветствовал престиж, связанный с этим назначением. В апреле 1958 года он был вновь назначен в Совет директоров на полный трёхлетний срок и стал его председателем.
На выборах в ноябре 1960 года Агню решил добиваться избрания в окружной суд округа. Он потерпел неудачу, финишировав последним из пяти кандидатов. И всё же эта неудачная попытка подняла его авторитет, и его оппоненты-демократы считали его республиканцем на подъёме. На выборах 1960 года демократы получили контроль над советом графства, и одним из их первых действий было удаление Агню из Апелляционного совета по зонированию. По словам биографа Агню Жюля Витковера, «публичность, вызванная грубым увольнением Агню демократами, сделала его честным слугой, обиженным машиной». Стремясь извлечь выгоду из этого настроения, Агню попросил выдвинуть его кандидатом от Республиканской партии на выборах в Конгресс США 1962 года во 2-м округе конгресса штата Мэриленд. Партия выбрала более опытного Файфа Симингтона, но хотела воспользоваться местной поддержкой, имевшейся у Агню. Он принял их приглашение баллотироваться на пост исполнительного директора округа, главного исполнительного директора округа, пост, который оставался под контролем демократов с 1895 года.
Шансы Агню в 1962 году возросли из-за вражды в рядах демократов, когда бывший исполнительный директор округа в отставке Майкл Бирмингем поссорился со своим преемником и победил его на праймериз демократов. В отличие от своего пожилого оппонента, Агню смог провести кампанию в качестве «Белого рыцаря», обещающего перемены; его программа включала антидискриминационный законопроект, требующий, чтобы общественные удобства, такие как парки, бары и рестораны, были открыты для всех рас, политика, которую ни Бирмингем, ни любой демократ Мэриленда не могли бы ввести в то время, не вызвав гнева сторонников. На ноябрьских выборах, несмотря на вмешательство вице-президента Линдона Джонсона от имени Бирмингема, Агню опередил своего оппонента c 78 487 голосами против 60 993. Когда Симингтон проиграл демократу Кларенсу Лонгу в его предвыборной гонке в Конгрессе, Агню стал самым высокопоставленным республиканцем в Мэриленде.

### Управляющий округом

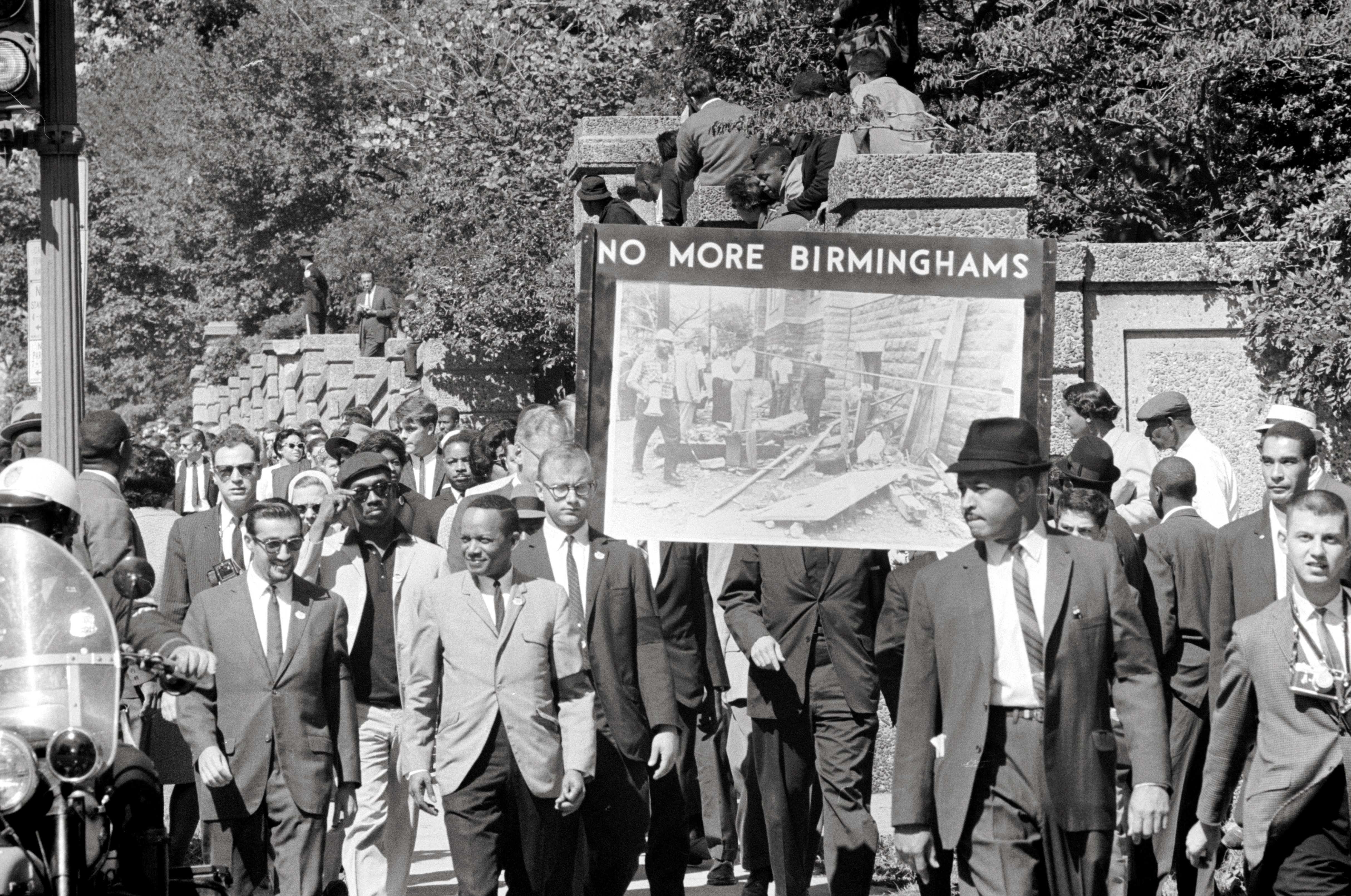
Марш за гражданские права, сентябрь 1963 года, протест против взрывов в церкви Алабамы. Агню выступал против таких маршей и демонстраций.

Четырехлетний срок Агню на посту главы округа ознаменовался умеренно прогрессивной администрацией, которая включала строительство новых школ, повышение заработной платы учителям, реорганизацию полицейского управления и улучшение систем водоснабжения и канализации. Его антидискриминационный законопроект был принят и дал ему репутацию либерала, но его влияние было ограниченным в округе, где белое население составляло 97 процентов. Его отношения со все более воинственным движением за гражданские права иногда были неспокойными. В ряде споров о десегрегации, связанных с частной собственностью, Агню, по-видимому, отдавал приоритет закону и порядку, проявляя особое отвращение к любым демонстрациям. Его реакция на взрыв баптистской церкви на 16-й улице в Алабаме, в результате которого погибли четверо детей, заключалась в том, что он отказался присутствовать на поминальной службе в балтиморской церкви и осудил запланированную демонстрацию в поддержку жертв.
Как исполнительный директор округа, Агню иногда критиковали за то, что он был слишком близок к богатым и влиятельным бизнесменам, и обвиняли в клановости после того, как он обошел обычные процедуры торгов и назначил трех своих друзей-республиканцев страховыми брокерами округа, обеспечив им большие комиссионные. Стандартной реакцией Агню на такую критику было проявление морального негодования, осуждение «возмутительных искажений» со стороны его оппонентов, отрицание любых нарушений и настаивание на его личной неприкосновенности; тактика, которую, как отмечают Коэн и Витковер, можно было снова увидеть, когда он защищался от обвинений в коррупции, которые положили конец его вице-президентству.
На президентских выборах 1964 года Агню был против республиканского лидера, консерватора Барри Голдуотера, первоначально поддержавшего умеренного сенатора Калифорнии Томаса Кикела, кандидатуру, которая, как отмечает Витковер, «умерла мертворождённой». После провала кандидатуры умеренного губернатора Пенсильвании Уильяма Скрэнтона на съезде партии Агню неохотно поддержал Голдуотера, но в частном порядке высказал мнение, что выбор столь экстремистского кандидата стоил республиканцам любого шанса на победу.

## Губернатор штата Мэриленд (1967—1969)

### Выборы 1966 года
По мере того как его четырехлетний срок на посту исполнительного директора приближался к концу, Агню знал, что его шансы на переизбрание невелики, учитывая, что демократы округа залечили свой раскол. Вместо этого в 1966 году он добивался выдвижения республиканской кандидатуры на пост губернатора и при поддержке партийных лидеров выиграл апрельские праймериз с большим отрывом.
В Демократической партии три кандидата — умеренный, либеральный и откровенный сегрегационист — боролись за выдвижение своей партии в губернаторы, которое, к всеобщему удивлению, было выиграно сегрегационистом Джорджем Махони, вечно неудачным кандидатом на этот пост. Кандидатура Махони расколола его партию, спровоцировав стороннего кандидата, контролера города Балтимор Хаймана Прессмана. В округе Монтгомери, самом богатом районе штата, процветала организация «Демократы за Агню», и либералы по всему штату стекались к стандарту Агню. Махони, яростный противник интегрированного жилья, эксплуатировал расовую напряженность с лозунгом: «Ваш дом — ваша крепость. Защити его!»" Агню изобразил его кандидатом от Ку-клукс-клана и сказал, что избиратели должны выбирать «между ярким, чистым, мужественным пламенем праведности и огненным крестом». На ноябрьских выборах Агню, которому помогли 70 процентов голосов чернокожих, опередил Махони на 455 318 голосов (49,5 процента) против 373 543, а Прессман набрал 90 899 голосов.

Результаты выборов 1966 года, по округам (Агню: красный, Махони: синий)

После кампании выяснилось, что Агню не сообщил о трех предполагаемых попытках подкупить его, которые были предприняты от имени индустрии игровых автоматов, включая суммы в размере 20 000, 75 000 и 200 000 долларов, если он пообещает не накладывать вето на законодательство, поддерживающее законность автоматов в Южном Мэриленде. Он оправдывал свое молчание тем, что никакого реального предложения сделано не было: «Никто не сел передо мной с чемоданом денег». Агню также подвергся критике за его частичное владение землёй рядом с местом запланированного, но так и не построенного второго моста через Чесапикский залив. Противники утверждали о конфликте интересов, поскольку некоторые партнёры Агню по этому предприятию одновременно участвовали в деловых сделках с округом. Агню отрицал какой-либо конфликт или неприличие, заявив, что речь идёт о собственности за пределами округа Балтимор и его юрисдикции. Тем не менее он продал свою долю.

### В должности
Повесткой дня Спиро на посту губернатора включала налоговую реформу, правила чистой воды и отмену законов против межрасовых браков. Были расширены программы общественного здравоохранения, а также возможности получения высшего образования и трудоустройства для лиц с низкими доходами. Были предприняты шаги по прекращению сегрегации в школах. Справедливое жилищное законодательство Агню было ограниченным и применялось только к новым проектам, превышающим опредёленный размер. Это были первые подобные законы, принятые к югу от линии Мейсона-Диксона. Попытка Агню принять новую конституцию штата была отвергнута избирателями на референдуме.
По большей части Агню оставался несколько в стороне от законодательного органа штата, предпочитая компанию бизнесменов. Некоторые из них были его помощниками в те дни, когда он руководил округом, такие как Лестер Матц и Уолтер Джонс, которые были одними из первых, кто побудил его искать губернаторство. Тесные связи Агню с деловыми кругами были отмечены официальными лицами в столице штата Аннаполис: «Вокруг него всегда были люди, которые занимались бизнесом». Некоторые подозревали, что, хотя сам он не был коррумпирован, он «позволил окружающим использовать себя».

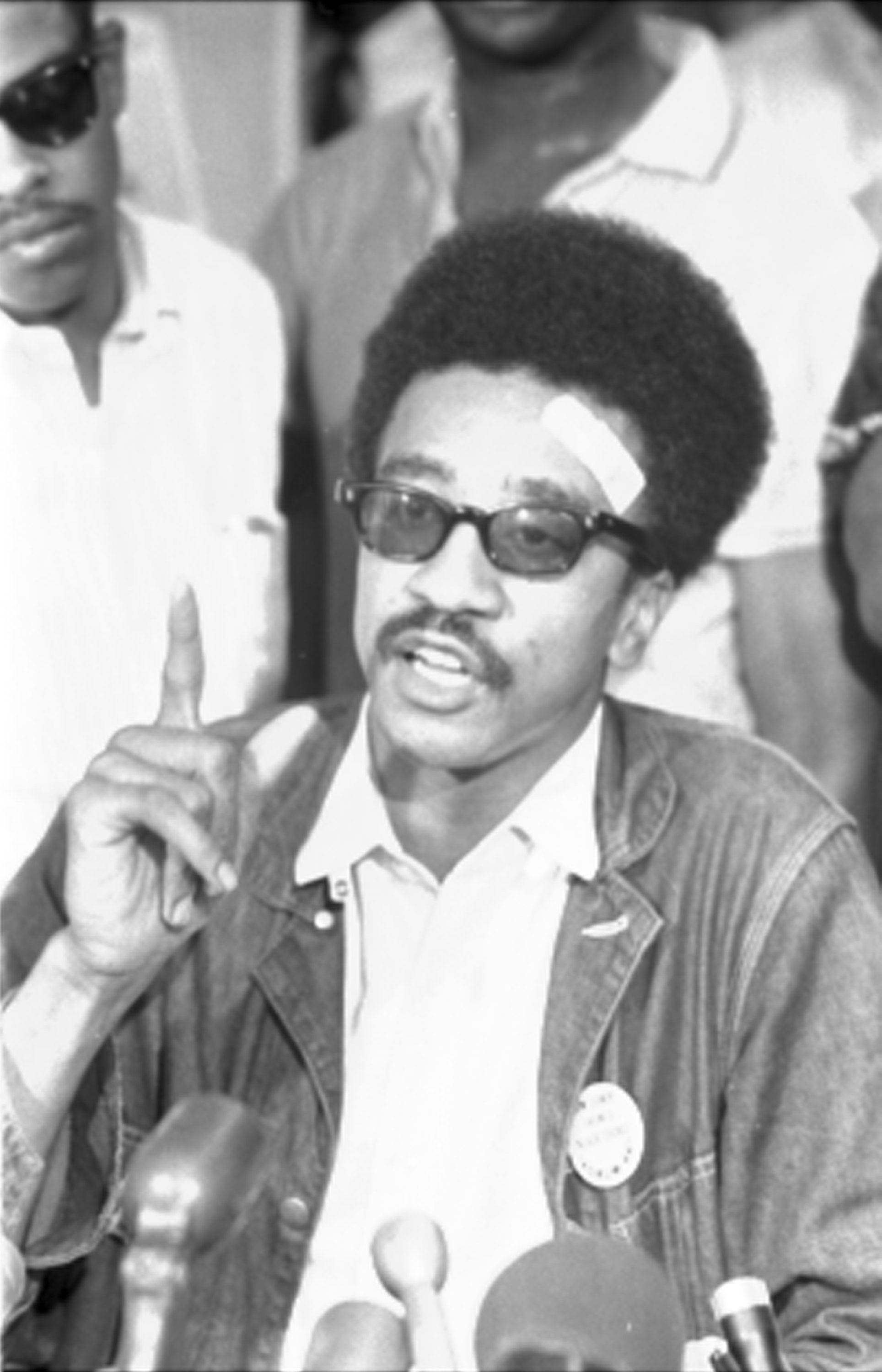
Рэп Браун, воинствующий студенческий активист, чья речь в Кембридже, штат Мэриленд, вызвала там беспорядки

Агню публично поддерживал гражданские права, но сожалел о воинственной тактике, используемой некоторыми чернокожими лидерами. Во время выборов 1966 года его послужной список получил одобрение Роя Уилкинса, лидера Национальной ассоциации по улучшению положения цветных людей (NAACP). В середине 1967 года расовая напряженность на национальном уровне росла, подпитываемая недовольством чернокожих и все более настойчивым руководством в области гражданских прав. Несколько городов взорвались насилием, и в Кембридже, штат Мэриленд, произошли беспорядки после зажигательной речи там 24 июля 1967 года радикального студенческого лидера Рэпа Брауна. Главной заботой Агню было поддержание правопорядка, и он осудил Брауна как профессионального агитатора, сказав: «Я надеюсь, что они посадят его и выбросят ключ». Когда Комиссия Кернера, назначенная президентом Джонсоном для расследования причин беспорядков, сообщила, что основным фактором был институциональный белый расизм, Агню отверг эти выводы, обвинив «снисходительный климат и ошибочное сострадание» и добавив: «Не столетия расизма и лишений привели к взрывному крещендо, а… то, что нарушение закона стало социально приемлемой и иногда стильной формой инакомыслия». В марте 1968 года, столкнувшись с бойкотом студентов в Государственном колледже Боуи, исторически чёрном учебном заведении, Агню снова обвинил внешних агитаторов и отказался вести переговоры со студентами. Когда студенческий комитет приехал в Аннаполис и потребовал встречи, Агню закрыл колледж и приказал арестовать более 200 человек.
После убийства Мартина Лютера Кинга 4 апреля 1968 года в США произошли массовые беспорядки и волнения. Смута достигла Балтимора 6 апреля, и в течение следующих трёх дней и ночей город горел. Агню объявил чрезвычайное положение и вызвал Национальную гвардию. Когда порядок был восстановлен, погибло шесть человек, более 4000 были арестованы, пожарная служба приняла вызовы на 1200 пожаров, и были широко распространены грабежи. 11 апреля Агню вызвал более 100 умеренных чернокожих лидеров в капитолий штата, где вместо ожидаемого конструктивного диалога он выступил с речью, в которой резко критиковал их за неспособность контролировать более радикальные элементы и обвинил их в трусливом отступлении или даже соучастии. Один из делегатов, преподобный Сидни Дэниелс, упрекнул губернатора: «Говорите с нами, как с леди и джентльменами», — сказал он, прежде чем уйти. Другие последовали за ним; остаток подвергся дальнейшим обвинениям, поскольку Агню отверг все социально-экономические объяснения беспорядков Многие белые жители пригорода аплодировали речи Агню: более 90 процентов из 9000 ответов по телефону, письмам или телеграммам поддержали его, и он получил дань уважения от ведущих республиканских консерваторов, таких как Джек Уильямс, губернатор Аризоны, и бывший сенатор Уильям Ноулэнд из Калифорнии. Для членов чёрной общины встреча 11 апреля стала поворотным моментом. Ранее они приветствовали позицию Агню в отношении гражданских прав, но теперь чувствовали себя преданными, и один сенатор штата заметил: «Он продал нас … он думает, как Джордж Уоллес, он говорит, как Джордж Уоллес».

## Кандидат в вице-президенты

### Предыстория: Рокфеллер и Никсон
По крайней мере, до апрельских беспорядков 1968 года образ Агню был образом либерального республиканца. С 1964 года он поддерживал президентские амбиции губернатора Нью-Йорка Нельсона Рокфеллера, а в начале 1968 года, когда приближались выборы этого года, он стал председателем гражданского комитета «Рокфеллера в президенты». Когда в телевизионной речи 21 марта 1968 года Рокфеллер шокировал своих сторонников явно недвусмысленным отказом от участия в гонке, Агню был встревожен и унижен; несмотря на его весьма публичную роль в кампании Рокфеллера, он не получил никакого предварительного предупреждения об этом решении. Он воспринял это как личное оскорбление и как удар по его авторитету.
В течение нескольких дней после объявления Рокфеллера Агню обхаживали сторонники бывшего вице-президента Ричарда Никсона, чья кампания по выдвижению республиканской кандидатуры шла полным ходом. Агню не испытывал антагонизма по отношению к Никсону и после ухода Рокфеллера дал понять, что Никсон может стать его «вторым выбором». Когда они встретились в Нью-Йорке 29 марта, они нашли легкое взаимопонимание. Слова и действия Агню после апрельских беспорядков в Балтиморе привели в восторг консервативных членов лагеря Никсона, таких как Пэт Бьюкенен, а также произвели впечатление на Никсона. Когда 30 апреля Рокфеллер вновь вступил в гонку, реакция Агню была прохладной. Он похвалил губернатора как потенциально «грозного кандидата», но не заявил о своей поддержке: «С момента его ухода произошло много событий … Я думаю, что мне нужно еще раз взглянуть на эту ситуацию».
В середине мая Никсон в интервью Дэвиду Бродеру из «The Washington Post» упомянул губернатора Мэриленда в качестве возможного кандидата в президенты. По мере того как Агню продолжал встречаться с Никсоном и старшими помощниками кандидата, росло впечатление, что он перемещается в лагерь Никсона. В то же время Агню отрицал какие-либо политические амбиции, выходящие за рамки его полного четырёхлетнего срока на посту губернатора.

### Республиканский национальный съезд
Готовясь к Национальному съезду Республиканской партии в Майами-Бич в августе 1968 года, Никсон обсуждал со своими сотрудниками возможных кандидатов в президенты. Среди них были Рональд Рейган, консервативный губернатор Калифорнии, и более либеральный мэр Нью-Йорка Джон Линдсей. Никсон чувствовал, что эти громкие имена могут расколоть партию, и искал менее вызывающую разногласия фигуру. Он не указал предпочтительный выбор, и имя Агню на данном этапе не поднималось. Агню намеревался отправиться на съезд со своей мэрилендской делегацией в качестве «любимого сына», не связанного ни с одним из основных кандидатов.
На съезде, состоявшемся 5-8 августа, Агню отказался от статуса своего любимого сына, выдвинув имя Никсона в номинации. Никсон с трудом добился выдвижения своей кандидатуры в первом туре голосования. В последовавших дискуссиях о кандидате в президенты Никсон держал своего адвоката, в то время как различные партийные фракции думали, что могут повлиять на его выбор: Стром Термонд, сенатор от Южной Каролины, заявил на партийном собрании, что он наложил вето на вице-президентство. Было очевидно, что Никсон хотел центриста, хотя, когда он впервые предложил Агню, энтузиазма было мало, и обсуждались другие возможности. Некоторые партийные инсайдеры считали, что Никсон в частном порядке остановился на Агню в самом начале, и что рассмотрение других кандидатов было не более чем шарадой. 8 августа, после заключительной встречи советников и партийных лидеров, Никсон заявил, что выбрал Агню, и вскоре после этого объявил о своем решении прессе. Делегаты официально выдвинули Агню на пост вице-президента позже в тот же день, перед закрытием заседания.
В своей приветственной речи Агню сказал участникам съезда, что у него «глубокое чувство невероятности этого момента». Агню ещё не был национальной фигурой, и широко распространённой реакцией на номинацию было «Кто такой Спиро?». В Атланте так отреагировали на это имя во время интервью по телевидению: «Это какая-то болезнь»; «Это какое-то яйцо»; «Он грек, владелец судостроительной фирмы».

### Избирательная кампания
В 1968 году тандем Никсона-Агню столкнулся с двумя главными противниками. Демократы на съезде, омраченном бурными демонстрациями, выдвинули вице-президента Хьюберта Хамфри и сенатора от штата Мэн Эдмунда Маска в качестве своих знаменосцев. Бывший губернатор Алабамы Джордж Уоллес, сторонник сегрегации, баллотировался в качестве кандидата от третьей стороны, и ожидалось, что он преуспеет на Глубоком Юге. Никсон, помня об ограничениях, под которыми он работал в качестве напарника Эйзенхауэра в 1952 и 1956 годах, был полон решимости дать Агню гораздо более свободную волю и дать понять, что его напарник получил его поддержку. Агню также мог бы с пользой сыграть роль «атакующей собаки», как это сделал Никсон в 1952 году.
Первоначально Агню играл центриста, указывая на его послужной список в области гражданских прав в Мэриленде. По мере развития кампании он быстро принял более воинственный подход, с сильной риторикой защитника закона и порядка, стиль, который встревожил северных либералов партии, но хорошо сыграл на Юге. Джон Митчелл, руководитель предвыборной кампании Никсона, был впечатлён, некоторые другие партийные лидеры — в меньшей степени; сенатор Трастон Мортон описал Агню как «asshole».
Весь сентябрь Агню был в новостях, как правило, в результате того, что один репортер назвал его «оскорбительной и иногда опасной банальностью». Он использовал уничижительный термин «polack» для описания американцев польского происхождения, назвал японско-американского репортера «the fat Jap» и, похоже, отверг плохие социально-экономические условия, заявив, что «если вы видели одну трущобу, вы видели их все». Он атаковал Хамфри как мягкого в отношении коммунизма, умиротворителя, как довоенный премьер-министр Великобритании Невилл Чемберлен. Агню высмеивали его демократические оппоненты; рекламный ролик Хамфри показывал сообщение «Агню на пост вице-президента?» на фоне продолжительного истерического смеха, перешедшего в болезненный кашель, перед заключительным сообщением: «Это было бы смешно, если бы не было так серьезно…». Комментарии Агню многих возмутили, но Никсон не стал его сдерживать; такой правый популизм имел сильную привлекательность в Южных штатах и был эффективным противодействием Уоллесу. Риторика Агню была также популярна в некоторых северных районах и помогла гальванизировать «белую реакцию» в нечто менее расово определенное, более созвучное пригородной этике, определенной историком Питером Леви как «порядок, личная ответственность, святость тяжелой работы, нуклеарная семья и закон и порядок».
В конце октября Агню пережил разоблачение в «The New York Times», в котором ставились под сомнение его финансовая деятельность в Мэриленде, а Никсон осудил газету за «самую низкую политику сточной канавы». На выборах 5 ноября республиканцы одержали победу с небольшим количеством голосов избирателей — 500 000 из 73 миллионов поданных голосов. Результат Коллегии выборщиков был более решающим: Никсон — 301, Хамфри — 191 и Уоллес — 46. Республиканцы едва не проиграли Мэриленд, но опросник Луис Харрис приписал Агню помощь его партии в победе в нескольких пограничных и Верхних южных штатах, которые легко могли бы достаться Уоллесу — Южная Каролина, Северная Каролина, Вирджиния, Теннесси и Кентукки — и поддержку Никсона в пригородах на национальном уровне. Если бы Никсон проиграл эти пять штатов, у него было бы только минимальное необходимое количество голосов выборщиков — 270, и любое дезертирство избирателя привело бы к выборам в Палату представителей, контролируемую демократами.

## Вице-президентство (1969—1973)

### Переход и первые дни
Сразу после выборов 1968 года Агню всё ещё не был уверен, чего Никсон будет ожидать от него в качестве вице-президента. Он встретился с Никсоном через несколько дней после выборов в Ки-Бискейн, штат Флорида. Никсон, сам вице-президент в течение восьми лет при Эйзенхауэре, хотел избавить Агню от скуки и отсутствия роли, которую он иногда испытывал на этом посту. Никсон первоначально предоставил Агню офис в Западном крыле Белого дома, первый для вице-президента, хотя в декабре 1969 года он был передан заместителю помощника Александру Баттерфилду, и Агню пришлось переехать в офис в Административном здании. Когда они стояли перед прессой после встречи, Никсон пообещал, что Агню не придется брать на себя церемониальные роли, обычно выполняемые обладателями вице-президентства, но у него будут «новые обязанности, выходящие за рамки того, что любой вице-президент ранее брал на себя». Никсон сказал прессе, что он планирует в полной мере использовать опыт Агню в качестве исполнительной власти округа и губернатора в решении вопросов отношений между федеральным штатом и в городских делах.
Никсон создал штаб-квартиру переходного периода в Нью-Йорке, но Агню не пригласили встретиться с ним там до 27 ноября, когда они встретились в течение часа. Когда Агню после этого разговаривал с журналистами, он заявил, что чувствует себя «взволнованным» своими новыми обязанностями, но не объяснил, в чем они заключаются. В переходный период Агню много путешествовал, наслаждаясь своим новым статусом. Он отдыхал на Сент-Круа, где играл в гольф с Хамфри и Муски. Он отправился в Мемфис на Кубок Свободы 1968 года и в Нью-Йорк, чтобы присутствовать на свадьбе дочери Никсона Джули с Дэвидом Эйзенхауэром. Агню был поклонником «Балтимор Колтс»; в январе он был гостем владельца команды Кэрролла Розенблума на Суперкубке III и наблюдал, как Джо Намат и "Нью-Йорк Джетс "расстроили « Колтс», 16-7. Официальной резиденции вице-президента еще не было, и Спиро и Джуди Агню сняли номер в отеле «Шератон» в Вашингтоне, который ранее занимал Джонсон, будучи вице-президентом. Только один из их детей, Ким, младшая дочь, переехала туда вместе с ними, остальные остались в Мэриленде.
Во время переходного периода Агню нанял штат, выбрав нескольких помощников, которые работали с ним в качестве исполнительного директора округа и губернатора. Он нанял Чарльза Стэнли Блэра на должность начальника штаба; Блэр был членом Палаты делегатов и занимал пост госсекретаря штата Мэриленд при Агню. Артур Сохмер, давний руководитель предвыборной кампании Агню, стал его политическим советником, а Херб Томпсон, бывший журналист, стал пресс-секретарем.
Агню был приведен к присяге вместе с Никсоном 20 января 1969 года; как это было принято, он сел сразу после приведения к присяге и не произнес речи. Вскоре после инаугурации Никсон назначил Агню главой Управления межправительственных отношений, чтобы возглавить правительственные комиссии, такие как Национальный совет по космосу, и поручил ему работать с губернаторами штатов, чтобы бороться с преступностью. Стало ясно, что Агню не будет в ближайшем кругу советников. Новый президент предпочитал иметь дело непосредственно только с горсткой доверенных лиц и был раздражен, когда Агню попытался позвонить ему по вопросам, которые Никсон считал тривиальными. После того как Агню поделился своим мнением по вопросу внешней политики на заседании кабинета министров, разгневанный Никсон послал Боба Холдемана предупредить Агню, чтобы он держал свое мнение при себе. Никсон жаловался, что Агню понятия не имел, как работает вице-президент, но не встречался с Агню, чтобы поделиться своим собственным опытом работы в офисе. Херб Клейн, директор по коммуникациям в Белом доме Никсона, позже написал, что Агню позволил старшим помощникам, таким как Холдеман и Джон Митчелл, помыкать собой, и что «непоследовательное» обращение Никсона с Агню оставило вице-президента незащищенным.
Гордость Агню была уязвлена негативными новостями о нем во время предвыборной кампании, и он стремился укрепить свою репутацию, усердно выполняя свои обязанности. Для вице-президента стало обычным председательствовать в Сенате только в том случае, если он мог понадобиться, чтобы разорвать связь, но Агню открывал каждую сессию в течение первых двух месяцев своего срока и проводил больше времени на посту председателя в свой первый год, чем любой вице-президент со времен Альбена Баркли, который занимал эту должность при Гарри Трумэне. Первый послевоенный вице-президент, который ранее не был сенатором, он брал уроки сенатских процедур у парламентария и у сотрудника республиканского комитета. Он обедал с небольшими группами сенаторов и поначалу преуспел в налаживании хороших отношений. Хотя он молчал по вопросам внешней политики, он присутствовал на совещаниях сотрудников Белого дома и говорил о городских делах; когда Никсон присутствовал, он часто представлял точку зрения губернаторов. Агню заслужил похвалу от других членов, когда председательствовал на заседании Внутреннего совета Белого дома в отсутствие Никсона, но, как и Никсон во время болезни Эйзенхауэра, не сидел в кресле президента. Тем не менее, многие поручения комиссии, которые Никсон давал Агню, были синекурами, а вице-президент лишь формально возглавлял их.

### «Никсон Никсона»: нападение на левых
Публичный имидж Агню как бескомпромиссного критика жестоких протестов, ознаменовавших 1968 год, сохранялся и в его вице-президентстве. Сначала он пытался говорить более примирительным тоном, в соответствии с речами самого Никсона после вступления в должность. Тем не менее, он призвал к твердой линии против насилия, заявив в своей речи в Гонолулу 2 мая 1969 года, что «у нас появилась новая порода самозваных линчевателей-контрдемонаторов, которые берут закон в свои руки, потому что чиновники не вызывают правоохранительные органы. У нас есть огромное безликое большинство американской общественности в тихой ярости по поводу этой ситуации—и не без оснований».
14 октября 1969 года, за день до введения антивоенного моратория, премьер-министр Северного Вьетнама Фам Ван Дон опубликовал письмо в поддержку демонстраций в Соединенных Штатах. Никсона это возмутило, но по совету своих помощников он счел за лучшее промолчать и вместо этого заставил Агню дать пресс-конференцию в Белом доме, призвав протестующих против моратория отказаться от поддержки Северного Вьетнама. Агню хорошо справился с этой задачей, и Никсон поручил Агню атаковать демократов в целом, оставаясь при этом сам над схваткой. Это было аналогично той роли, которую Никсон выполнял в качестве вице-президента в Белом доме Эйзенхауэра; таким образом, Агню прозвали «Никсоном Никсона». Агню наконец нашел роль в администрации Никсона, которая ему нравилась.
Никсон заставил Агню выступить с серией речей, в которых он критиковал своих политических оппонентов. В Новом Орлеане 19 октября Агню обвинил либеральные элиты в попустительстве насилию со стороны демонстрантов: «преобладает дух национального мазохизма, поощряемый изнеженным корпусом наглых снобов, которые характеризуют себя как интеллектуалы». На следующий день в Джексоне, штат Миссисипи, Агню сказал на республиканском обеде: «слишком долго Юг был боксерской грушей для тех, кто характеризует себя как либеральные интеллектуалы … их курс — это курс, который в конечном счете ослабит и разрушит саму суть Америки». Отрицая, что у республиканцев была южная стратегия, Агню подчеркнул, что у администрации и белых южан было много общего, включая неодобрение элит. Леви утверждал, что такие замечания были направлены на то, чтобы привлечь белых южан в Республиканскую партию, чтобы помочь обеспечить переизбрание Никсона и Агню в 1972 году, и что риторика Агню «могла бы послужить основой для культурных войн следующих двадцати-тридцати лет, включая утверждение о том, что демократы мягко относятся к преступности, непатриотичны и предпочитают сжигать флаг, а не размахивать флагом». Участники выступлений были полны энтузиазма, но другие республиканцы, особенно из городов, жаловались Республиканскому национальному комитету, что атаки Агню были чрезмерными.
Вслед за этими замечаниями 3 ноября 1969 года Никсон произнёс свою молчаливую речь большинства, призвав «огромное молчаливое большинство моих соотечественников-американцев» поддержать политику администрации во Вьетнаме. Эта речь была хорошо воспринята общественностью, но в меньшей степени прессой, которая резко критиковала утверждения Никсона о том, что только меньшинство американцев выступало против войны. Спичрайтер Никсона Пэт Бьюкенен написал ответную речь, которую Агню произнесет 13 ноября в Де-Мойне, штат Айова. Белый дом работал над тем, чтобы обеспечить максимальную огласку речи Агню, и сети освещали ее в прямом эфире, сделав ее общенациональным обращением, редкостью для вице-президентов. Согласно Witcover, «Агню сделал все возможное».
Исторически сложилось так, что пресса пользовалась значительным авторитетом и уважением к этому моменту, хотя некоторые республиканцы жаловались на предвзятость. Но в своей речи в Де-Мойне Агню атаковал средства массовой информации, жалуясь, что сразу после выступления Никсона «его слова и политика были подвергнуты мгновенному анализу и ворчливой критике … небольшой группой сетевых комментаторов и самозваных аналитиков, большинство из которых так или иначе выражали свою враждебность к тому, что он должен был сказать … Было очевидно, что их решения были приняты заранее». Агню продолжил: «Я спрашиваю, существует ли уже какая-то форма цензуры, когда новости, которые сорок миллионов американцев получают каждую ночь, определяются горсткой людей … и фильтруется через горстку комментаторов, которые признают свой собственный набор предубеждений».
Таким образом, Агню выразил словами чувства, которые многие республиканцы и консерваторы уже давно испытывали по отношению к средствам массовой информации. Руководители телевизионных сетей и комментаторы ответили возмущением. Джулиан Гудман, президент NBC, заявил, что Агню сделал «призыв к предрассудкам … прискорбно, что вице-президент Соединенных Штатов должен отказать телевидению в свободе прессы». Фрэнк Стэнтон, глава CBS, обвинил Агню в попытке запугать средства массовой информации, и его ведущий новостей Уолтер Кронкайт согласился. Речь была высоко оценена консерваторами от обеих партий и дала Агню последователей среди правых. Агню счел речь в Де-Мойне одним из своих лучших моментов
20 ноября в Монтгомери, штат Алабама, Агню подкрепил свою предыдущую речь нападением на «Нью-Йорк Таймс» и «Вашингтон пост», снова инициированным Бьюкененом. Обе газеты с энтузиазмом поддержали кандидатуру Агню на пост губернатора в 1966 году, но два года спустя подвергли его критике как непригодного для должности вице-президента. В частности, Пост был враждебен Никсону со времен дела Хисса в 1940-х годах. Агню обвинил газеты в том, что они разделяют узкую точку зрения, чуждую большинству американцев. Агню утверждал, что газеты пытались ограничить его право Первой поправки говорить о том, во что он верит, требуя при этом неограниченной свободы для себя, и предупредил: «День, когда сетевые комментаторы и даже джентльмены из The New York Times пользовались своего рода дипломатическим иммунитетом от комментариев и критики того, что они сказали, закончился».
После Монтгомери Никсон добивался разрядки в отношениях со средствами массовой информации, и атаки Агню прекратились. Рейтинг одобрения Агню взлетел до 64 процентов в конце ноября, и «Таймс» назвала его «огромным политическим активом» для администрации. Эти речи дали Агню базу власти среди консерваторов и увеличили его президентские шансы на выборах 1976 года.

### 1970: Протестующие и промежуточные выборы
Нападки Агню на противников администрации и талант, с которым он выступал, сделали его популярным оратором на мероприятиях по сбору средств республиканцев. Он проехал более 25 000 миль (40 000 км) от имени Республиканского национального комитета в начале 1970 года, выступая на ряде мероприятий в День Линкольна, и заменил Рейгана в качестве ведущего сборщика средств партии. Участие Агню получило сильную поддержку Никсона. В своей чикагской речи вице-президент атаковал «высокомерных изощренных людей», в то время как в Атланте он пообещал продолжать высказываться, чтобы не нарушить веру «Молчаливого большинства, обычного законопослушного американца, который считает, что его стране нужен сильный голос, чтобы выразить свое недовольство теми, кто стремится уничтожить наше наследие свободы и нашу систему правосудия».
Агню продолжал пытаться увеличить свое влияние на Никсона, несмотря на противодействие Холдемана, который укреплял свою власть в качестве второго по силе человека в администрации. Агню удалось быть заслушанным на заседании Совета национальной безопасности 22 апреля 1970 года. Препятствием для плана Никсона по вьетнамизации войны в Юго-Восточной Азии было усиление контроля Вьетконга над частями Камбоджи, находящимися вне досягаемости южновьетнамских войск и используемыми в качестве убежищ. Чувствуя, что Никсон получает слишком «голубиные» советы от госсекретаря Уильяма Роджерса и министр обороны Мелвина Лэрда, Агню заявил, что если святилища представляют угрозу, они должны быть атакованы и нейтрализованы. Никсон решил атаковать позиции Вьетконга в Камбодже, решение, которое поддержал Агню. Даже после своей отставки он оставался убеждён в правильности данного решения.
Продолжающиеся студенческие протесты против войны вызвали презрение Агню. В своей речи 28 апреля в Голливуде, штат Флорида, Агню заявил, что ответственность за беспорядки лежит на тех, кто не смог ими руководить, и предложил выпускникам Йельского университета уволить его президента Кингмана Брюстера. Вторжение в Камбоджу вызвало новые демонстрации в кампусе, и 3 мая Агню выступил перед нацией в защиту этой политики. Напомнив, что Никсон в своей инаугурационной речи призвал к снижению голосов в политическом дискурсе, Агню прокомментировал: «Когда происходит пожар, человек не вбегает в комнату и не шепчет … он кричит: „Огонь!“, и я кричу: „Огонь!“, Потому что я думаю, что „Огонь!“ должен быть вызван здесь». Расстрелы в городе Кент произошли на следующий день, но Агню не смягчил свои нападения на демонстрантов, утверждая, что он реагирует на «общее недомогание, которое приводит к насильственной конфронтации вместо дебатов». Никсон попросил Холдемана сказать Агню, чтобы он избегал замечаний о студентах; Агню категорически не согласился и заявил, что воздержится только в том случае, если Никсон прямо прикажет это.
Повестка дня Никсона была затруднена тем фактом, что Конгресс контролировался демократами, и он надеялся взять под контроль Сенат на промежуточных выборах 1970 года. Обеспокоенный тем, что Агню был слишком противоречивой фигурой, Никсон и его помощники первоначально планировали ограничить роль Агню сбором средств и произнесением стандартной речи, которая позволит избежать личных нападок. Президент полагал, что обращение к белым, избирателям среднего и низшего класса по социальным вопросам приведет к победе республиканцев в ноябре. Он планировал не проводить никакой активной кампании, а оставаться в стороне от борьбы и позволить Агню вести кампанию в качестве представителя Молчаливого большинства.
10 сентября в Спрингфилде, штат Иллинойс, выступая от имени сенатора-республиканца Ральфа Смита, Агню начал свою кампанию, которая будет отмечена резкой риторикой и запоминающимися фразами. Агнью атаковал «малодушное подхалимство» либералов, в том числе в Конгрессе, которые, по словам Агнью, не заботились о синих и белых воротничках, «Забытом человеке американской политики». Выступая на съезде Республиканской партии Калифорнии в Сан — Диего, Агнью нацелился на «болтливых набобов негативизма». Они сформировали свой собственный клуб 4-H — «Безнадежные, истеричные, ипохондрики истории». Он предупредил, что кандидаты от любой партии, которые придерживаются радикальных взглядов, должны быть проголосованы, ссылаясь на сенатора от Нью-Йорка Чарльза Гуделла, который был в бюллетене в ноябре и выступал против войны во Вьетнаме. Полагая, что стратегия работает, Никсон встретился с Агню в Белом доме 24 сентября и призвал его продолжать.
Никсон хотел избавиться от Гуделла, республиканца, который был назначен губернатором Рокфеллером после убийства Роберта Ф. Кеннеди и который значительно сдвинулся влево, находясь на своем посту. Гуделлом можно было пожертвовать, поскольку был кандидат от Консервативной партии Джеймс Бакли, который мог бы выиграть это место. Никсон не хотел, чтобы его считали инженером поражения своего коллеги-республиканца, и не разрешал Агню ехать в Нью-Йорк до тех пор, пока Никсон не уехал в европейскую поездку, надеясь, что Агню будет воспринят как действующий самостоятельно. После дуэли на дальней дистанции с Гуделлом из-за доклада Скрэнтонской комиссии по насилию в кампусе (Агню счел это слишком допустимым), Агню выступил в Нью-Йорке с речью, в которой, не называя имен, дал понять, что поддерживает Бакли. То, что за махинациями стоял Никсон, недолго оставалось тайной, так как и Агню, и советник Никсона Мюррей Чотинер раскрыли это; Гуделл заявил, что все еще верит в поддержку Никсона. Хотя к тому времени считалось маловероятным, что республиканцы смогут получить контроль над Сенатом, и Никсон, и Агню продолжили предвыборную кампанию в последние дни перед выборами. Результат был разочаровывающим: республиканцы получили только два места в Сенате и потеряли одиннадцать губернаторских постов. Для Агню одним из ярких моментов было поражение Гуделла от Бакли в Нью-Йорке, но он был разочарован, когда его бывший начальник штаба Чарльз Блэр не смог сместить губернатора Марвина Мандела, преемника Агню и демократа, в Мэриленде.

### Переизбрание в 1972 году
Летом 1971 года президент Никсон решил отправить своего вице-президента в месячную поездку за границу в качестве «посланца доброй воли». Затем Агню посетил одиннадцать стран Европы, Азии и Ближнего Востока. Среди этих стран была Греция, которую он посетил впервые. 53-летний Агню в то время с большими почестями посетил деревню Гаргальяни, из которой 74 года назад эмигрировал его отец. Диктатор Георгиос Пападопулос, лидер «чёрных полковников», правивших тогда в Греции, настоял на том, чтобы сопровождать его в Гаргальяни.
До 1971 года было неясно, будет ли Агню баллотироваться на должность вице-президента во второй раз, поскольку Никсон добивался второго срока в 1972 году. Ни Никсон, ни его помощники не были очарованы независимостью и откровенностью Агню и недовольны популярностью Агню среди консерваторов, подозрительно относившихся к Никсону. Президент рассматривал возможность замены его министром финансов Джоном Коннелли, демократом и бывшим губернатором Техаса. Со своей стороны, Агню был недоволен многими позициями Никсона, особенно во внешней политике: ему не нравилось сближение Никсона с Китаем (с Агню по данному вопросу он не консультировался) и он верил, что войну во Вьетнаме можно выиграть с достаточной силой. Даже после того, как Никсон объявил о своём переизбрании в начале 1972 года, было неясно, будет ли Агню его напарником, и только 21 июля Никсон попросил Агню, и вице-президент согласился. На следующий день было сделано публичное объявление.

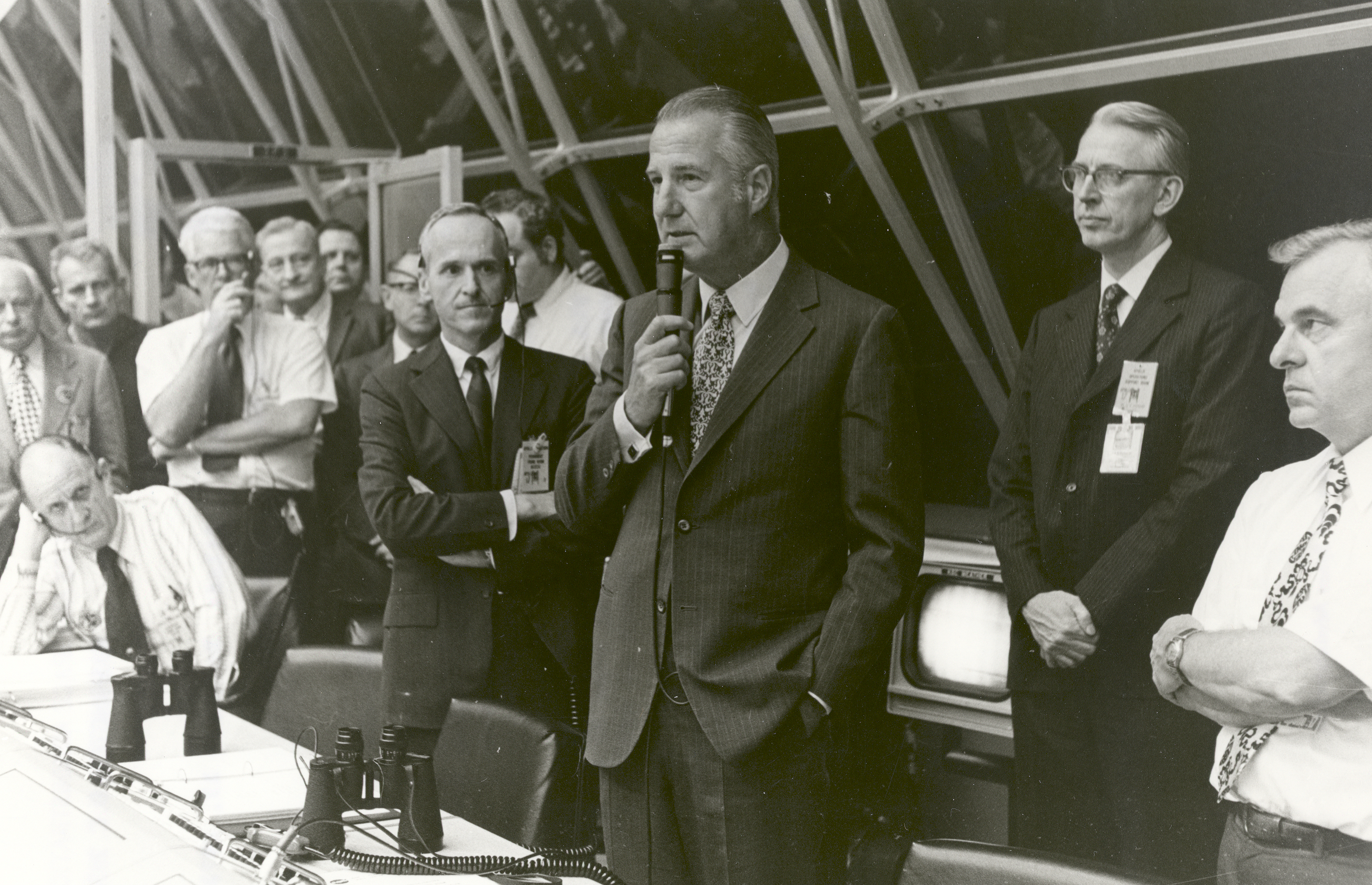
Спиро Агню поздравляет управление запусками в связи с успешным запуском «Аполлона-17» в 1972 году.

Никсон поручил Агню избегать личных нападок на прессу и кандидата в президенты от Демократической партии, сенатора от Южной Дакоты Джорджа Макговерна, подчёркивать положительные стороны администрации Никсона и не комментировать то, что может произойти в 1976 году. На Республиканском национальном съезде 1972 года в Майами-Бич Агню приветствовали как героя делегаты, которые видели в нём будущее партии. После выдвижения на второй срок Агню выступил с речью, посвященной достижениям администрации, и избежал своей обычной резкой брани, но он осудил Макговерна за поддержку басинга и заявил, что Макговерн, если его изберут, будет умолять северных вьетнамцев о возвращении американских военнопленных. Взлом Уотергейта был незначительной проблемой в кампании; на этот раз исключение Агню из ближайшего окружения Никсона сработало в его пользу, поскольку он ничего не знал об этом деле, пока не прочитал об этом в прессе, и, узнав от Джеба Магрудера, что чиновники администрации несут ответственность за взлом, прекратил обсуждение этого вопроса. Он считал этот взлом глупым и считал, что обе основные партии регулярно шпионили друг за другом. Никсон проинструктировал Агню не нападать на первого напарника Макговерна, сенатора от Миссури Томаса Иглтона, и после того, как Иглтон ушёл на фоне откровений о прошлом лечении психического здоровья, Никсон повторил эти инструкции для бывшего посла Сарджента Шрайвера, который стал новым кандидатом на пост вице-президента.
Никсон взял на себя большую роль в кампании, но все ещё хотел, чтобы совершить атаку на Макговерна, и эта задача частично легла на Агню. Вице-президент заявил прессе, что ему не терпится избавиться от имиджа, который он заработал как участник партизанской кампании в 1968 и 1970 годах, и он хотел, чтобы его воспринимали как примирителя. Он защищал Никсона в Уотергейте, а когда Макговерн заявил, что администрация Никсона была самой коррумпированной в истории, выступил с речью в Южной Дакоте, описав Макговерна как «отчаянного кандидата, который, похоже, не может понять, что американский народ не хочет, чтобы на него была наложена философия поражения и ненависти к себе».
Гонка никогда не была близкой, так как кампания по паре Макговерна — Шрайвера фактически закончилась ещё до того, как она началась, и пара Никсона — Агню выиграл 49 штатов и получила более 60 процентов голосов при переизбрании; Массачусетс и округ Колумбия были единственными в у Никсона — Агню, не поддержавшем их. Пытаясь позиционировать себя в качестве лидера в 1976 году, Агню широко агитировал за кандидатов от республиканцев, чего Никсон не стал бы делать. Несмотря на усилия Агню, демократы легко удержали обе палаты Конгресса, получив два места в Сенате, хотя республиканцы получили двенадцать мест в Палате.

### Уголовное расследование и отставка
В начале 1972 года Джордж Билл, прокурор округа Мэриленд, начал расследование коррупции в округе Балтимор с участием государственных чиновников, архитекторов, инженерных фирм и подрядчиков по укладке дорожного покрытия. Целью Билла было тогдашнее политическое руководство округа Балтимор. Ходили слухи, что в этом может быть замешан Агню, которые поначалу были отброшены; Агню не был исполняющим обязанности главы округа с декабря 1966 года, поэтому любые правонарушения, потенциально совершенные в то время, когда он занимал этот пост, не могли быть привлечены к ответственности, поскольку срок давности истёк. В рамках расследования инженерной фирме Лестера Матца была вручена повестка в суд для получения документов, и через своего адвоката он добивался иммунитета в обмен на сотрудничество в расследовании. Матц возвращал Агню пять процентов стоимости контрактов, полученных благодаря его влиянию, сначала контракты округа во время его пребывания в Таусоне, а затем государственные контракты, пока Агню был губернатором.
Репортёры-расследователи и оперативники-демократы поддерживали слухи о том, что Агню был коррумпирован в течение своих лет в качестве чиновника штата Мэриленд, но они не смогли их обосновать. В феврале 1973 года Агню узнало расследовании и попросил генерального прокурора Ричарда Клейндинста связаться с Биллом. Личный адвокат вице-президента Джордж Уайт посетил Билла, который заявил, что Агню не находится под следствием и что прокуроры сделают всё возможное, чтобы защитить имя Агню. В июне адвокат Маца сообщил Биллу, что его клиент может доказать, что Агню не только был коррумпирован, но и что выплаты ему продолжались в течение его вице-президентства. Срок давности не помешал бы Агню быть привлеченным к ответственности за эти более поздние платежи. 3 июля Билл проинформировал нового генерального прокурора Эллиота Ричардсона. В конце месяца Никсон через своего начальника штаба Александра Хейга был проинформирован об этом. Агню уже встречался и с Никсоном, и с Хейгом, чтобы заявить о своей невиновности. 1 августа Билл отправил письмо адвокату Агню, официально сообщив, что вице-президент находится под следствием по обвинению в налоговом мошенничестве и коррупции. Матц был готов дать показания о том, что он встречался с Агню в Белом доме и дал ему 10 000 долларов наличными. Другой свидетель, Джером Вольф, глава дорожной комиссии штата Мэриленд, имел обширную документацию, в которой подробно описывались, как выразился Билл, «все коррупционные платежи, в которых он участвовал с тогдашним губернатором Агню».
Ричардсон, которому Никсон приказал взять на себя личную ответственность за расследование, встретился с Агнью и его адвокатами 6 августа, чтобы изложить суть дела, но Агнью отрицал свою вину, заявив, что выбор фирмы Маца был обычным делом, а денежные взносы в кампанию. Позже в тот же день эта история появилась в «The Wall Street Journal». Агню публично заявил о своей невиновности и 8 августа провёл пресс-конференцию, на которой назвал эти истории «проклятой ложью». Никсон на встрече 7 августа заверил Агню в своём полном доверии, но Хейг посетил Агню в его офисе и предположил, что, если обвинения могут быть поддержаны, Агню, возможно, захочет принять меры до предъявления ему обвинения. К этому времени расследование Уотергейта, которое должно было привести к отставке Никсона, продвинулось далеко вперёд, и в течение следующих двух месяцев свежие разоблачения в каждом скандале почти ежедневно появлялись в газетах.
Под растущим давлением на отставку Агню занял позицию, согласно которой действующему вице-президенту не может быть предъявлено обвинение, и 25 сентября встретился со спикером Палаты представителей Карлом Альбертом с просьбой провести расследование. Он привел в качестве прецедента расследование Палаты представителей 1826 года в отношении вице-президента Джона Кэлхуна, который, как утверждалось, принимал ненадлежащие платежи, будучи членом кабинета министров. Альберт, второй в очереди на пост президента при Агню, ответил, что было бы неприлично, если бы Палата представителей действовала по делу, рассматриваемому в суде. Агню также подал ходатайство о блокировании любого обвинительного заключения на том основании, что он был предвзят неправомерными утечками из Министерства юстиции, и попытался сплотить общественное мнение, выступая перед дружественной аудиторией в Лос-Анджелесе, утверждая свою невиновность и нападая на обвинение. Тем не менее, Агню вступил в переговоры о сделке о признании вины при условии, что он не будет отбывать тюремный срок. Он написал в своих мемуарах, что заключил сделку о признании вины, потому что был измотан затянувшимся кризисом, чтобы защитить свою семью, и потому что боялся, что не сможет добиться справедливого судебного разбирательства. Он принял своё решение 5 октября, и переговоры о признании вины проходили в течение следующих дней. 9 октября Агню посетил Никсона в Белом доме и сообщил президенту о своей предстоящей отставке.
10 октября 1973 года Агню предстал перед федеральным судом в Балтиморе и признал себя виновным в одном уголовном преступлении — уклонении от уплаты налогов за 1967 год. Ричардсон согласился, что дальнейшего судебного преследования Агню не будет, и опубликовал 40-страничное резюме доказательств. Агню был оштрафован на 10 000 долларов и приговорен к трём годам испытательного срока без надзора. В то же время Агню подал официальное заявление об отставке госсекретарю Генри Киссинджеру и направил письмо Никсону, в котором заявил, что уходит в отставку в интересах нации. Никсон ответил письмом, в котором согласился с тем, что отставка была необходима, чтобы избежать длительного периода раскола и неопределённости, и похвалил Агню за его патриотизм и преданность благополучию Соединённых Штатов. Лидер меньшинства в Палате представителей Джеральд Форд, который станет преемником Агню на посту вице-президента (и Никсона на посту президента), вспомнил, что услышал эту новость, находясь на этаже дома, и его первой реакцией было недоверие, а второй — печаль
Агню стал вторым вице-президентом США, ушедшим в отставку (после Джона Кэлхуна в 1832 году, который предпочёл занять место в Сенате).

## После отставки
Вскоре после своей отставки Агню переехал в свой летний дом в Оушен-Сити. Чтобы покрыть срочные налоговые и юридические счета, а также расходы на проживание, он занял 200 000 долларов у своего друга, певца Фрэнка Синатры. Он надеялся, что сможет возобновить карьеру юриста, но в 1974 году Апелляционный суд штата Мэриленд лишил его лицензии, назвав «морально тупым». Чтобы заработать себе на жизнь, он основал бизнес-консалтинговую компанию Pathlite Inc., которая в последующие годы привлекла широкую международную клиентуру. Одна сделка касалась контракта на поставку обмундирования иракской армии, включая переговоры с Саддамом Хусейном и Николае Чаушеску из Румынии.
Агню преследовал и другие деловые интересы: неудачная сделка с землёй в Кентукки и столь же бесплодное партнерство с игроком в гольф Дугом Сандерсом по поводу распределения пива в Техасе. В 1976 году он опубликовал роман «Решение Кэнфилда» о проблемных отношениях американского вице-президента с его президентом. Книга получила смешанные отзывы, но была коммерчески успешной, и Агню получил 100 000 долларов только за права на сериализацию. Книга Агню вызвала споры; его вымышленный коллега, Джордж Кэнфилд, ссылается на «еврейские кабалы и сионистские лобби» и их власть над американскими СМИ, обвинение, которое Агню, находясь в книжном туре, утверждал, было правдой в реальной жизни. Это вызвало жалобы от Сеймура Граубарда из Антидиффамационной лиги Бней-Брит и упрек от президента Форда, который тогда проводил кампанию за переизбрание. Агню отрицал какой-либо антисемитизм или фанатизм: «Я утверждаю, что обычно американские средства массовой информации … одобряют позицию Израиля и не сбалансированно представляют другие акции».
В 1976 году Агню объявил о создании благотворительного фонда «Образование для демократии», но больше об этом ничего не было слышно после того, как Бнай Брит обвинил его в том, что он является прикрытием антиизраильских взглядов Агню. Теперь Агню был достаточно богат, чтобы переехать в 1977 году в новый дом в загородном клубе Спрингс в Ранчо Мираж, Калифорния, и вскоре после этого погасить кредит Синатры. В том же году в серии телевизионных интервью с британским телеведущим Дэвидом Фростом, Никсон утверждал, что он не принимал непосредственного участия в процессах, которые привели к отставке Агню, и подразумевал, что его вице-президента преследовали либеральные СМИ: «Он совершал ошибки … но я ни на минуту не думаю, что Спиро Агню сознательно чувствовал, что нарушает закон». В 1980 году Агню опубликовал мемуары «Go Quietly ... or Else» (Иди тихо … или иначе). В нем он заявлял о своей полной невиновности в обвинениях, которые привели к его отставке, и утверждал, что Белый дом вынудил его «уйти тихо» или столкнуться с невысказанной угрозой возможного убийства, предложение, которое биограф Агню Джозеф Коффи описывает как «абсурдное». Утверждения Агню о невиновности были подорваны, когда его бывший адвокат Джордж Уайт показал, что его клиент признался ему во взяточничестве в государственном здании, заявив, что это продолжалось «в течение тысячи лет».
В 1980 году Агнью написал Фахду ибн Абдель Азизу, в то время наследному принцу и фактическому премьер-министру Саудовской Аравии, утверждая, что он был обескровлен нападениями на него сионистов, и попросил беспроцентный трехлётний кредит в размере 2 миллионов долларов, который будет депонирован на счёт в швейцарском банке, на котором проценты будут доступны Агнью. Он заявил, что будет использовать эти средства для борьбы с сионистами, и поздравил принца с его призывом к джихаду против Израиля, чье объявление Иерусалима столицей он охарактеризовал как «последнюю провокацию». Последующее благодарственное письмо подразумевает, что Агню получил запрошенный кредит.
После публикации «Go Quietly» Агню в значительной степени исчез из поля зрения общественности. В редком телевизионном интервью в 1980 году он посоветовал молодым людям не идти в политику, потому что от тех, кто занимает высокие государственные должности, слишком многого ждут. Студенты профессора Джона Банжафа III из Юридической школы Университета Джорджа Вашингтона обнаружили трех жителей штата Мэриленд, готовых поставить свои имена в деле, которое требовало, чтобы Агню выплатил государству 268 482 доллара, сумму, которую, как утверждалось, он взял в качестве государственного служащего, включая проценты и штрафы. В 1981 году судья постановил, что «г-н Агню не имел законного права на эти деньги ни по какой теории», и приказал ему выплатить государству 147 500 долларов за откаты и 101 235 долларов в виде процентов. После двух безуспешных апелляций Агню он, наконец, выплатил эту сумму в 1983 году. В 1989 году Агню безуспешно подал заявку на то, чтобы эта сумма рассматривалась как подлежащая налоговому вычету.
Агню также ненадолго попал в новости в 1987 году, когда в качестве истца в Федеральном окружном суде в Бруклине он раскрыл информацию о своей тогдашней деловой деятельности через свою компанию Pathlite, Inc. Помимо прочего, Агню организовал контракты на Тайване и в Саудовской Аравии и представлял конгломерат, базирующийся в Южной Корее, немецкий производитель самолетов, французскую компанию, производящую униформу, и дноуглубительную компанию из Греции. Он также представлял корпорацию Хоппмана, американскую компанию, пытающуюся организовать коммуникационную работу в Аргентине. Он также обсудил с местными бизнесменами потенциальный концерт Фрэнка Синатры в Аргентине. Агню писал в судебных документах: «У меня есть одна полезность, и это способность проникать к высшим людям».

### Последние годы и смерть
До конца своей жизни Агню держался подальше от средств массовой информации и вашингтонской политики. Заявив, что он чувствует себя «полностью покинутым», Агню отказался отвечать на все телефонные звонки президента Никсона. Когда Никсон умер в 1994 году, его дочери пригласили Агню на похороны в Йорба-Линда, штат Калифорния. Сначала он отказался, всё ещё испытывая горечь из-за того, как с ним обошлись в Белом доме в последние дни его пребывания на посту вице-президента; на протяжении многих лет он отвергал различные предложения лагеря Никсона починить заборы. Его убедили принять приглашение, и он получил теплый прием от своих бывших коллег. «Я решил после двадцати лет обиды отложить это в сторону», — сказал он. Год спустя Агню появился в Капитолии в Вашингтоне на церемонии посвящения его бюста, который должен был быть установлен рядом с бюстами других вице-президентов. Агню прокомментировал: «Я не слеп и не глух к тому факту, что некоторые люди считают, что … Сенат, заказав этот бюст, оказывает мне честь, которой я не заслуживаю. Я хотел бы напомнить этим людям, что … эта церемония имеет меньше отношения к Спиро Агню, чем к должности, которую я занимал».
16 сентября 1996 года Агню упал в обморок в своем летнем доме в Оушен-Сити, штат Мэриленд. Его доставили в больницу Атлантик-Дженерал, где он скончался на следующий вечер. Причиной смерти стал недиагностированный острый лейкоз. Агню оставался бодрым и активным до семидесяти лет, регулярно играл в гольф и теннис, а в день своей смерти должен был играть в теннис с другом. Похороны в Тимониуме, штат Мэриленд, были в основном посвящены семье; Бьюкенен и некоторые из бывших сотрудников Секретной службы Агню также присутствовали, чтобы отдать последние почести. В знак признания его заслуг в качестве вице-президента почетный караул объединенных военных служб произвел салют из 21 орудия у могилы. Жена Агню Джудит пережила его на 16 лет и умерла на ранчо Мираж 20 июня 2012 года.

## Наследие
На момент его смерти наследие Агню воспринималось в основном в негативном ключе. Обстоятельства его ухода из общественной жизни, особенно в свете его декларируемой приверженности закону и порядку, во многом породили цинизм и недоверие к политикам всех мастей. Его позор привел к большей осторожности в выборе потенциальных вице-президентов. Большинство кандидатов, избранных основными партиями после 1972 года, были опытными политиками — Уолтер Мондейл, Джордж Буш-старший, Ллойд Бентсен, Альберт Гор, Джек Кемп, Джо Либерман, Дик Чейни и Джо Байден — некоторые из них сами стали кандидатами от своей партии на пост президента.
Некоторые историки считали роль Агню важным в развитии «Новых правых», утверждая, что его следует чтить наряду с признанными отцами-основателями движения, такими как Голдуотер и Рейган; Виктор Голд, бывший пресс-секретарь Агню, считал его своего рода «Иоанном Крестителем» движения. Крестовый поход Голдуотера в 1964 году, в разгар «джонсонианского» либерализма, начался слишком рано, но ко времени избрания Агню либерализм шёл на убыль, и когда Агню после 1968 года повернул вправо, страна двинулась вместе с ним. Падение Агню потрясло и опечалило консерваторов, но это не помешало росту «Новых правых». Агню, первый политик из пригорода, занявший высокий пост, помог популяризировать мнение о том, что большая часть национальных СМИ контролируется элитарными и изнеженными либералами. Леви отметил, что Агню «помог превратить республиканцев в партию „средних американцев“ и, даже в позоре, усилил недоверие общественности к правительству». Что касается самого Агню, несмотря на его восхождение от своего происхождения в Балтиморе до следующего в очереди на пост президента, «не могло быть никаких сомнений в том, что суд истории уже был ему уготован, как первому вице-президенту США, который ушёл в отставку с позором. Всё, чего он достиг или стремился достичь в своей общественной жизни … было похоронено в этом трагическом и неопровержимом акте». Леви подводит итог возможной карьеры Агню таким образом: «Не будет большой натяжкой предположить, что если бы Агню оспаривал обвинения в коррупции хотя бы вполовину так же жёстко, как Никсон отрицал вину за Уотергейт — как того хотели Голдуотер и несколько других стойких консерваторов, — сегодня мы могли бы говорить об Агню-демократах и Агнюномике и считать Агню отцом современного консерватизма».
В целом имя Агню оставалось относительно забытым, пока в октябре 2018 года Рэйчел Мэддоу написала и выпустила семисерийный мини-сериал «Человек-мешок» (Bag Man), посвященный падению Агню, затем выпустила о нём книгу под названием: «Человек-мешок, дикие преступления и дерзкое падение наглого мошенника в Белом доме» (англ. Bag Man, the wild crimes, and audacious downfall of a brazen crook in the white House).